# Викулов, Сергей Васильевич (поэт)
Серге́й Васи́льевич Ви́кулов (13 сентября 1922 года, дер. Емельяновская, Череповецкая губерния — 1 июля 2006 года, Москва) — русский советский поэт, поэт-фронтовик. Участник Великой Отечественной войны. Член ВКП(б) с 1942 года. Член Союза писателей СССР. Главный редактор журнала «Наш современник» (1969—1989).

## Биография
Родился 13 сентября (по другим источникам 26 сентября или 27 июня) 1922 года в деревне Емельяновская (ныне Белозерского района Вологодской области). Отец — фельдшер, солдат. Детство и юность Викулова прошли в северной деревне среди крестьян, столяров и охотников.
В 1933 году семья переезжает в большое село Мегра. В школе Сергей Викулов подружился с Сергеем Орловым, тогда ещё не знавшем о своём призвании поэта.
В 1940 году окончил Белозёрское педагогическое училище и был призван в армию.
Участник Великой Отечественной войны с октября 1942 года, командир зенитно-артиллерийской батареи на Калининском и Сталинградском фронтах. Затем был помощником начальника штаба 247-го армейского зенитно-артиллерийского полка 3-го Украинского фронта, гвардии капитан. За боевые заслуги дважды награждался орденом Красной Звезды.
В 1951 году окончил литературный факультет Вологодского государственного педагогического института, затем Высшие литературные курсы. Член СП СССР с 1950 года. Член правления СП РСФСР (1985) и СП СССР.
С июля 1961 года по 1964 год — ответственный секретарь Вологодской областной писательской организации Союза писателей РСФСР. С августа 1968 года по 1989 год — главный редактор журнала «Наш современник». За эти годы он дал путевку в большую литературу многим молодым поэтам и писателям, таким, как, например, Виктор Герасин; в эти же годы через журнал прошли Астафьев, Солженицын, Бондарев, Абрамов, Солоухин, Распутин и многие другие.
Подробная биография Сергея Викулова изложена в статье Юрия Москаленко «Почему Сергея Викулова считали „совестью России“?».
В июле 1969 году подписал «письмо одиннадцати» в журнале «Огонёк» под заголовком «Против чего выступает „Новый мир“?»
В 1990 году подписал «Письмо 74-х».

Могила Викулова на Троекуровском кладбище Москвы.

Умер 1 июля 2006 года. Похоронен в Москве на Троекуровском кладбище, участок 6а.

## Творчество
Сборники стихов
- «Заозёрье» (1956)
- «Хорошая будет погода» (1961)
- «Деревьям снятся листья» (1962)
- «Хлеб да соль» (1965)
- «Черёмуха у окна» (1966)
- «Избранное» (1967)
- «Плуг и борозда» (1972)
- «Родовое древо» (1975)
- «Остался в поле след» (1979)
- «Всходы» (1982)

Поэмы
- «В метель» (1955)
- «Галинкино лето» (1957)
- «Трудное счастье» (1958)
- «По праву земляка» (1961)
- «Преодоление» (1962)
- «Окнами на зарю» (1964)
- «Против неба на земле» (1967)
- «Ив-гора» (1969)
- «Одна навек» (1970)
- «Дума о Родине» (1977)

## Премии и награды
- орден Отечественной войны 2-й степени (11.03.1985)
- два ордена Трудового Красного Знамени (09.09.1971; 28.06.1982)
- орден Дружбы народов (16.11.1984)
- два ордена Красной Звезды (17.05.1944; 06.06.1945)
- орден «Знак Почёта» (28.10.1967)
- медаль «За оборону Москвы»
- медаль «За оборону Сталинграда»
- медаль «За победу над Германией в Великой Отечественной войне 1941-1945 гг.»
- другие медали
- Государственная премия РСФСР имени М. Горького (1974) — за книгу стихов «Плуг и борозда» (1972)
- Международная премия имени М. А. Шолохова в области литературы и искусства (1995)
- Национальная премия «Имперская культура» имени Эдуарда Володина (2005)

## Память
- Именем Сергея Викулова названа улица в Белозерске. Там же с 2012 года существует Культурный центр имени С. В. Викулова, где находится мемориально-музейная комната, посвящённая жизни и творчеству поэта, в том числе экспонируются личные вещи, документы, фотоматериалы и библиотека Викулова[3].